# Nyasasaurus parringtoni
Il Nyasasaurus parringtoni, (il cui nome significa lucertola di Nyasa) è una specie estinta di arcosauro avemetatarsaliano, forse appartenente ai dinosauri, vissuto circa 243-236 milioni di anni fa durante il Triassico medio il che lo rende uno dei primi dinosauri mai apparsi sulla terra se non il primo.

## Scoperta
Il campione originale di Nyasasaurus fu rinvenuto in Tanzania negli anni 30 nei pressi del Lago Malawi, l'olotipo comprendeva solo 3 vertebre sacrali e un Omero. I resti vennero descritti per la prima volta nel 1956 dal Paleontologo Alan J. Charig tuttavia venne descritto ufficialmente solo nel 2013 da Sterling Nesbitt.
Oltre a questo esemplare furono rinvenuti resti di un secondo individuo anch'esso incompleto (2 vertebre cervicali e 3 vertebre presacrali).

## Descrizione
Sebbene la carenza di resti fossili non permetta un'accurata descrizione e classificazione di Nyasasaurus, si pensa si trattasse di un onnivoro di circa 2-3 metri di lunghezza con un corpo snello simile al più noto Coelophysis.